# Mycodrosophila delta
Mycodrosophila delta är en tvåvingeart som beskrevs av Mcevey 2005. Mycodrosophila delta ingår i släktet Mycodrosophila och familjen daggflugor.
Artens utbredningsområde är Fiji. Inga underarter finns listade i Catalogue of Life.